# اورچیاتیکو
اورچیاتیکو (به ایتالیایی: Orciatico) یک منطقهٔ مسکونی در ایتالیا است که در لایاتیکو واقع شده‌است. اورچیاتیکو ۲۱۱ نفر جمعیت دارد و ۳۲۱ متر بالاتر از سطح دریا واقع شده‌است.